# 西村真琴

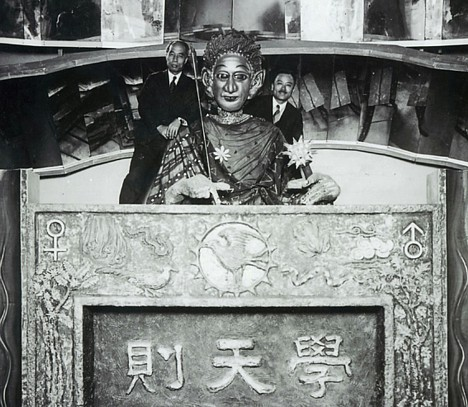
西村真琴（左）とロボット学天則

西村 真琴（にしむら まこと、1883年（明治16年）3月26日 - 1956年（昭和31年）1月4日）は、日本の生物学者。元・北海道帝国大学教授。マリモの研究や、人間型ロボット「學天則」の制作などで知られるほか、保育事業にも貢献した。次男は2代目水戸光圀役で知られる俳優の西村晃。

## 年譜
- 1883年（明治16年）3月26日、長野県東筑摩郡里山辺村（現・松本市）で生まれる。父源逸は幕末に庄屋を務め、維新後は農業のかたわら村会議員・町村連合会議長を務めた人物[1]。
- 1899年（明治32年）、里山辺小学校から旧制松本中学（現・長野県松本深志高等学校）へ進学。すでに父は亡く、兄多寿（のち満鉄病院長）も医学のため上京しており、母の内職を手伝いながら通学、同校教諭の助言で自然科学を志す[1]。
- 1904年（明治37年）、旧制松本中学卒業。
- 1908年（明治41年）、広島高等師範学校（現・広島大学）博物学科卒業。京都府長乙訓郡向日町小学校の代用教員を経て京都・乙訓町高等小学校長となる。
- 1909年（明治42年）、満州の南満州遼陽小学校長となる。
- 1911年（明治44年）、南満医学堂生物学教授就任。同じ歳の従妹・手塚かずをと結婚[1]。
- 1914年（大正3年）、ハバロフスクの極東博覧会を視察した際に同地の植物博物館を訪れ、欧米留学を志す[1]。
- 1915年（大正4年）、幼稚園教師の妻と長女逸子、長男真金、次女瑞子を満州に残し、米国へ私費留学[1]。コロンビア大学植物学専攻科に入学。満州の爬虫類を持参したのが縁で、ニューヨークのアメリカ自然史博物館で5年間、爬虫類調査やアメリカの植物分布調査・標本作成に従事[1]。
- 1920年（大正9年）、コロンビア大学で博士号 (Ph.D.) を取得。文部省より、水産植物学及び浮遊生物学研究のため1年2カ月間、アメリカ・スウェーデン・ノルウェーへの留学を命じられる[1]。
- 1921年（大正10年）、北海道帝国大学附属水産専門部教授に就任。
- 1923年（大正12年）、次男西村晃出生[1]。
- 1926年（大正15年）、師範学校・中学校・高等女学校等教員講習講師を嘱託[1]。大阪毎日新聞社・東京日日新聞社共同の懸賞論文「五十年後の太平洋」に応募して選外佳作となる[1]。札幌の文芸誌『さとぽろ』の編集長も務める[2]。
- 1927年（昭和2年）、阿寒湖のマリモの研究により東京帝国大学より理学博士号を取得。北海道帝国大学を退官し大阪毎日新聞に入社。
- 1928年（昭和3年）、東洋初の人間型ロボット「學天則（がくてんそく）」を制作、京都博覧会に出品した。
- 1932年（昭和7年）、第一次上海事変に際して中国に渡り、戦禍の上海で飼い主を失った鳩を豊中市の自宅に連れ帰った。
- 1936年（昭和11年）、大阪毎日新聞社会事業団内に全日本保育連盟結成。その後、民国窮民孤児援護会、隣邦児童愛護会などをつくり幼児教育や中国人孤児救済に尽くした。
- 1945年（昭和20年）、大阪毎日新聞を退職[3]。
- 1947年（昭和22年）、豊中市議会議員に当選、議長を務めるも1年で辞職[3]。豊中市立中央公民館館長に就任し、神戸市の頒栄短期大学で生物学や自然観察を教えるほか、陶芸などに親しむ[1]。
- 1951年（昭和26年）、文部省主催第1回幻燈シナリオコンクールにスライド「蛙の観察」を出品、最優秀作品となる[4]。
- 1954年（昭和29年）、短編映画『阿寒湖のまりも』（脚本･監督：太田仁吉、製作：科学映画研究所）の監修を務める。
- 1956年（昭和31年）1月4日、死去。72歳没[5]。墓所は多磨霊園[6]。

## 著作

### 単著
- 『水乃湧くまで』大阪毎日新聞社・東京日日新聞社、1927年。 NCID BA44710335。全国書誌番号:47021057。
- 『大地のはらわた』刀江書院、1930年9月。 NCID BA34182955。全国書誌番号:47006427。
- 『科学随想』中央公論社、1933年12月。 NCID BA34663793。全国書誌番号:46084702。
- 『新しく観た満鮮』創元社、1934年3月。 NCID BA45364207。全国書誌番号:46076846。
- 『凡人経』書物展望社、1935年3月。 NCID BA40775011。全国書誌番号:47020471。
  - 『凡人経』双雅房文体社、1936年。全国書誌番号:46073170。
- 『科学綺談』時潮社、1936年10月。 NCID BA34669370。全国書誌番号:46047360。

### 編集
- 『野幌』北海道林業会、1926年5月。 NCID BA83827707。全国書誌番号:43052342。
- 『日満婦人社会事業を拓く婦人使節訪隣誌』大阪毎日新聞社会事業団、1937年5月。 NCID BA55762046。全国書誌番号:46067184。
  - 「日満婦人社会事業を拓く婦人使節訪隣誌」『日満婦人社会事業を拓く婦人使節訪隣史・外地の婦人生活と結婚』ゆまに書房〈女性のみた近代 2-006〉、2004年6月。ISBN 9784843312230。 NCID BA67887832。全国書誌番号:20642818。

### 編著
- 『話題の科学』時潮社、1935年10月。 NCID BN04393567。全国書誌番号:21350657。

### 共編
- 西村真琴・吉川一郎編 編『日本凶荒史考』丸善、1936年10月。 NCID BN07657100。全国書誌番号:46068327 全国書誌番号:53008520。
  - 西村真琴・吉川一郎編 編『日本凶荒史考』有明書房、1983年2月。ISBN 9784870440586。 NCID BN02143048。全国書誌番号:83026713。

## 映画
- 絞殺 (映画) - 狩場保三 (西村晃)の父 (遺影出演 1979年 近代映画協会+日本アート・シアター・ギルド)

## 関連書籍
- 荒俣宏『大東亞科學綺譚』　筑摩書房　1991年　ISBN 978-4480860316　（ちくま文庫　1996年　ISBN 978-4480032065）
- 長山靖生『奇想科学の冒険　近代日本を騒がせた夢想家たち』　　平凡社新書379　平凡社　2007年 ISBN 9784582853797
- 畑中圭一『地球は人間だけのものではない～エコロジスト西村真琴の生涯』(ゆいぽおと、2008年)